# قاعدة عين الأسد الجوية
قاعدة عين الأسد (قاعدة القادسية سابقاً) ثاني أكبر القواعد الجوية العراقية بعد قاعدة بلد الجوية وهي مقر قيادة الفرقة السابعة في الجيش العراقي. تقع في ناحية البغدادي، بمحافظة الأنبار قرب نهر الفرات بدأ بنائها عام 1980 وأكتمل عام 1987 بأيدي ائتلاف شركات يوغسلافية. تتسع لخمسة آلاف عسكري مع المباني العسكرية اللازمة لإيوائهم مثل: ملاجئ، ومخازن محصنة، وثكنات عسكرية وملاجئ محصنة للطائرات بالإضافة إلى مرافق خدمية مثل المسابح الأولمبية المفتوحة والمغلقة، وملاعب كرة قدم، وسينما، ومسجد، ومدرسة ابتدائية وثانوية، ومكتبة، مستشفى وعيادة طبية.
خلال فترة الحرب العراقية الإيرانية آوت القاعدة ثلاثة أسراب من الميغ- 21 أس والميغ-25 أس، وكبقية القواعد الجوية العراقية تعرضت إلى غارات جوية مكثفة خلال حرب الخليج/أم المعارك باستخدام القنابل الموجهة بالليزر. احتلتها القوات الأمريكية عام 2003 واتخذتها قاعدة جوية ومركزاً رئيسياً لنقل القوات والمؤن طوال فترة الاحتلال الأمريكي في العراق حتى شهر كانون الأول/ديسمبر 2011 حين تسلمتها القوات العراقية بصورة نهائية.
بدءاً من نهاية عام 2014، تواجد فيها أكثر من 300 جندي أمريكي. وكان دورهم الأساسي تدريب القوات العراقية على محاربة داعش. حيث تبعد القاعدة بضع كيلومترات عن ناحية البغدادي التي سيطرة عليها داعش في أوائل العام 2015.
زار الرئيس الأمريكي دونالد ترامب قاعدة عين الأسد بشكل مفاجئ يوم 26 كانون الأول/ديسمبر 2018 برفقة زوجته ميلانيا ترامب للاحتفال مع الجنود الأمريكان في القاعدة بعيد الميلاد. وأعلن البيت الأبيض عن الزيارة بعد مغادرة ترامب بعدة ساعات.

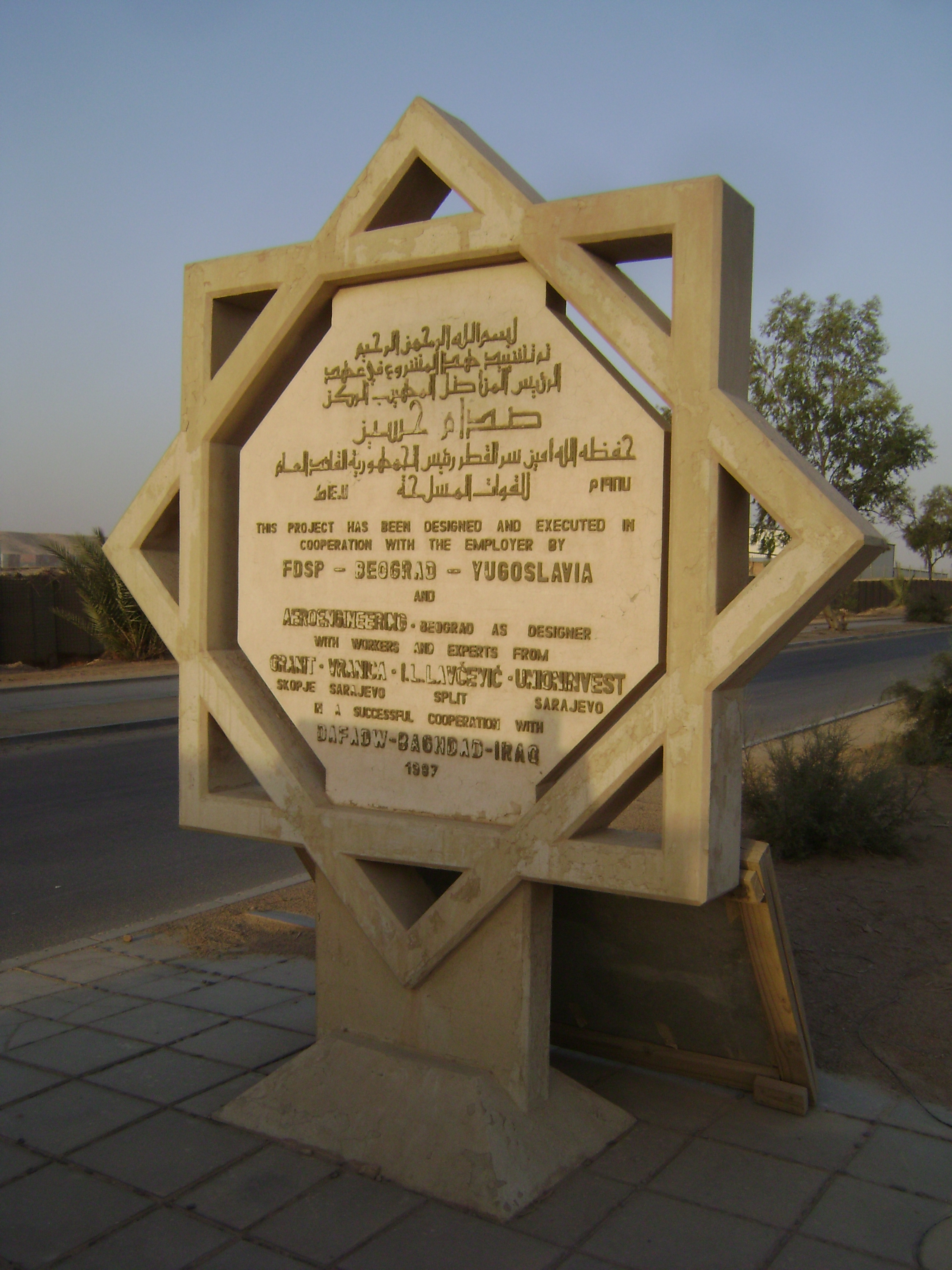
نصب تذكاري شيد بمناسبة اكتمال بناء القاعدة عام 1987

## الهجوم الإيراني على القاعدة

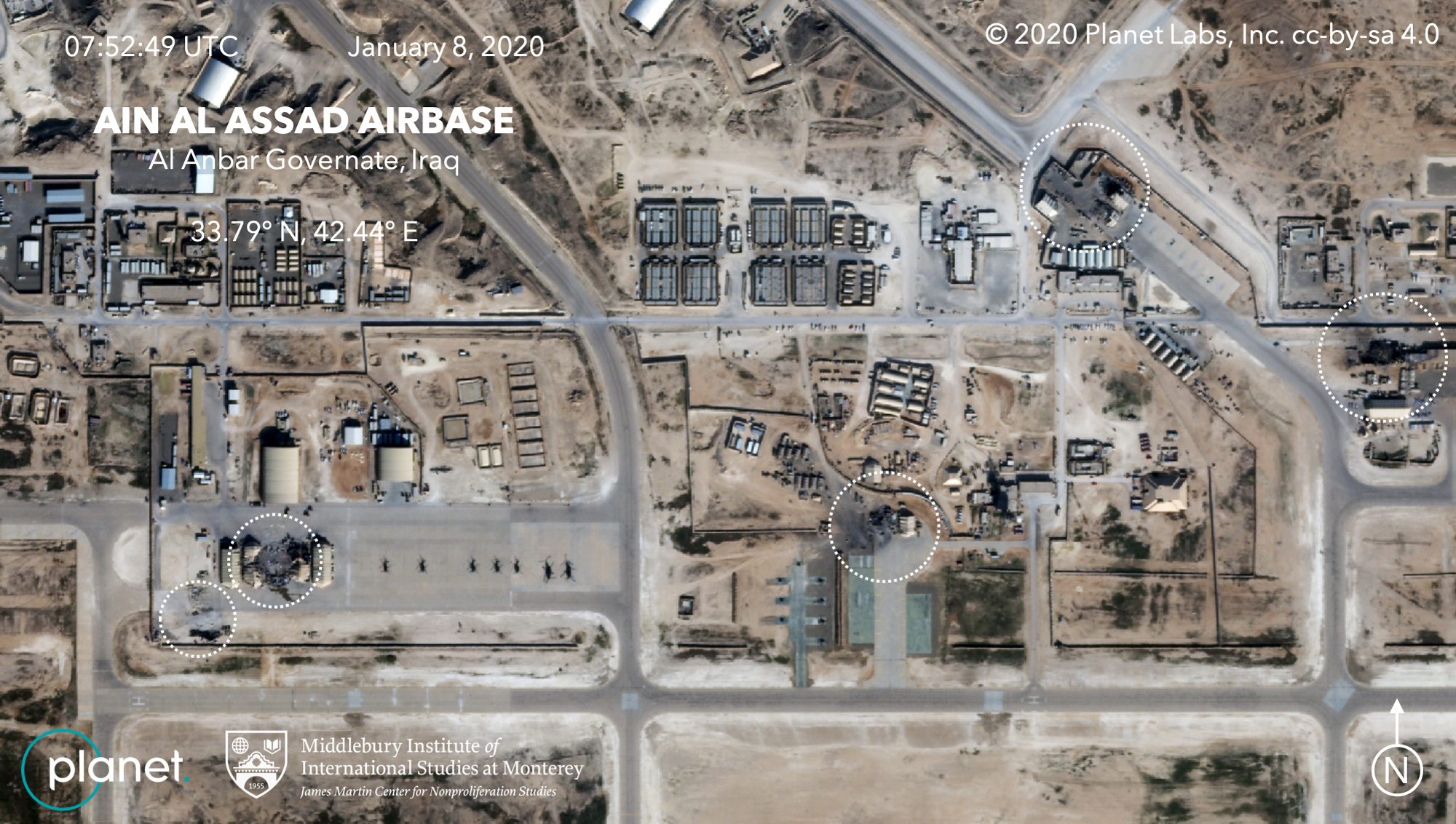
صورة لقاعدة عين الأسد تظهر الأضرار المادية الناتجة عن القصف الصاروخي الإيراني في 8 كانون الثاني 2020

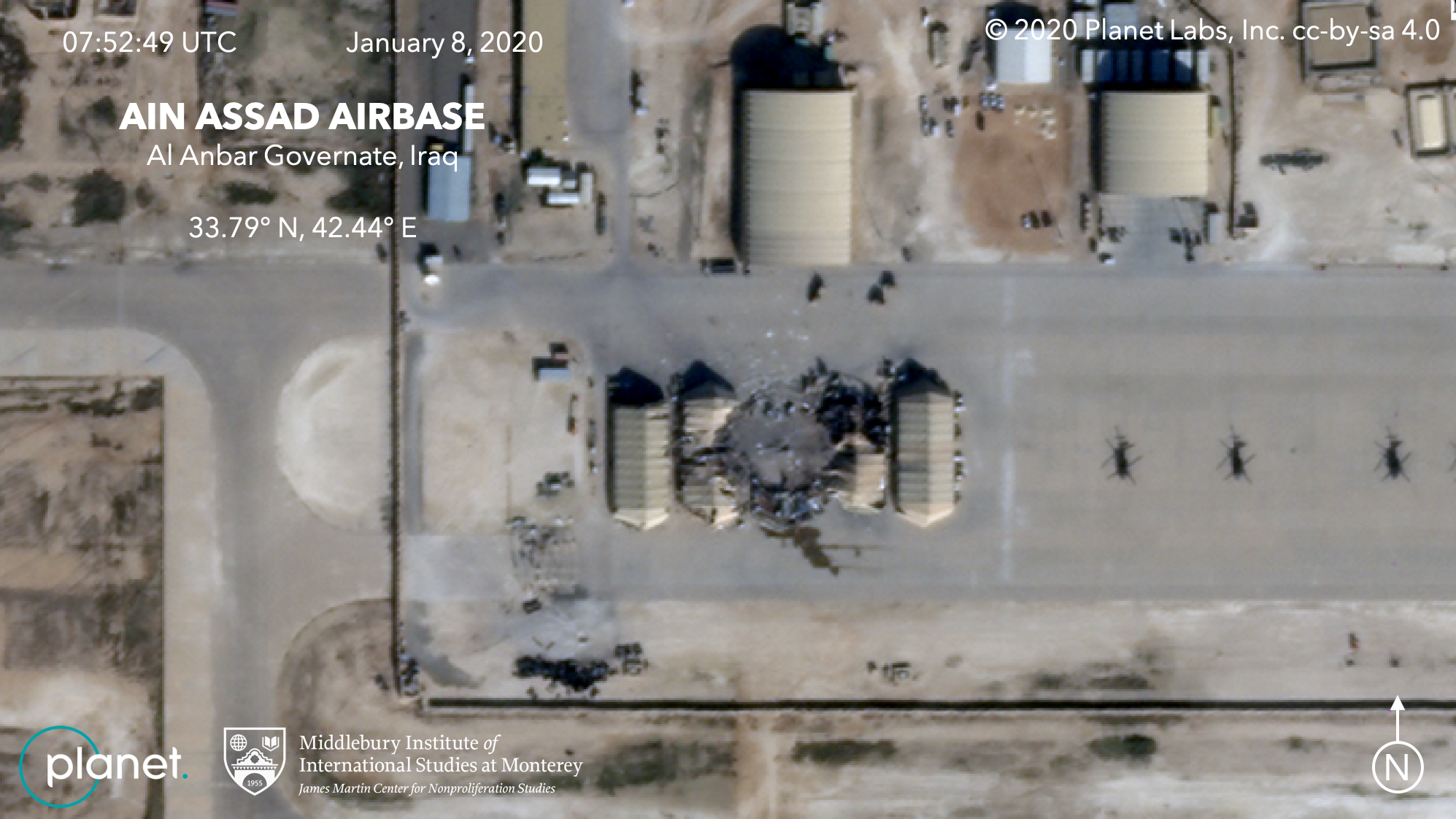
صورة جوية للأضرار الناجمة من القصف الصاروخي الإيراني للموقع في 8 كانون الثاني 2020

في صباح الأربعاء يوم 8 كانون الثاني/ يناير 2020 قصفَ الحرس الثوري الإيراني القاعدةَ بصواريخ بالستية، ردّاَ على هجوم مطار بغداد الدولي الذي قتل فيهِ الضابط الإيراني اللواء قاسم سليماني قائد فيلق القدس مع مجموعة من قيادات الحشد الشعبي في بغداد.
ولم تحدث أي إصابات نتيجة الهجمات الصاروخية الإيرانية على القاعدة.
وكشفت صور الأقمار الصناعية، الأضرار المادية للهجوم على القاعدة وكذلك قاعدة أخرى قرب مطار أربيل وعن إصابة عدد من حظائر الطائرات في قاعدة عين الأسد الجوية، والتي بدت خالية. وكانت وزارة الدفاع الأميركية قد ذكرت في بيان رسمي أن إيران أطلقت أكثر من 12 صاروخا على القاعدتين، فيما نقلت شبكة «فوكس نيوز» عن مسؤول قوله إن عدد الصواريخ بلغ 15.
وفي 1 يناير 2024، تعرضت القاعدة مجدداً لهجوم بطائرة مسيرة.